# The Busher
The Busher è un film muto del 1919 diretto da Jerome Storm e prodotto sotto la supervisione di Thomas H. Ince. La sceneggiatura di R. Cecil Smith si basa su South Paw, racconto di Earle Snell.

## Trama
Quando il treno con a bordo la squadra dei Pink Sox di Minneapolis si ferma nella cittadina di Brownsville, il lanciatore Ben Harding - che gioca nella squadra cittadina - sfida i campioni. La sua bravura gli merita non solo il rispetto e l'ammirazione del team, ma anche l'offerta di unirsi a loro. Quando lascia la città, Ben saluta affettuosamente Mazie, la fidanzata, promettendole di tornare appena avrà fatto fortuna. Ma, ben presto, il giovane si lascia irretire da quel nuovo mondo che gli promette ricchezza e occasioni: il ricordo di Mazie e degli amici che ha lasciato a Brownsville comincia a svanire dalla sua memoria e Ben diventa sempre più altezzoso e presuntuoso, tanto da trattare con sufficienza i suoi fan - tra i quali si trova la stessa Mazie - venuti per vederlo giocare. Perde poi la testa (e tutto il suo denaro) per una donna che lo pianta appena lui si trova in difficoltà. Il suo comportamento si riflette anche nel gioco: ormai incapace di quel tocco magico che lo aveva contraddistinto e che ne aveva fatto una speranza del baseball, Ben viene estromesso dalla squadra, stufa della sua prosopopea.
Di ritorno a Brownsville, Ben giura che non toccherà più una palla. Scopre però che il fratello di Mazie si è giocato la loro casa scommettendo sulla vittoria della squadra nella partita di campionato. Ben, allora, decide di tornare sul campo da gioco: il suo intervento salva la partita e gli procura nuovamente il rispetto di tutti e l'amore di Mazie. Ritrova anche un lavoro quando un agente dei Pink Sox gli offre un nuovo contratto che lo riporterà in squadra.

## Produzione
Il film fu prodotto dalla Thomas H. Ince Corporation.

## Distribuzione
Il copyright del film, richiesto dalla Thos. H. Ince Corp., fu registrato il 7 maggio 1919 con il numero LP13709.
Distribuito dalla Paramount Pictures e Famous Players-Lasky Corporation, il film uscì nelle sale cinematografiche degli Stati Uniti il 18 maggio 1919.
Copie della pellicola sono conservate negli archivi della Film Preservation Associates, in quelli della EmGee Film Library, in collezioni private.